# Mútne
Mútne (hongrois : Mutne, polonais : Mętne)est un village du nord de la Slovaquie située dans la région de Žilina.

## Histoire
Dans les archives municipales, la première mention remonte à 1659.

## Géographie
Le village couvre une surface de 64.452km². La population est de 2814 personnes.

## Démographie

### Évolution de la population
| Année:               | 1994. | 2004.   | 2014.   | 2024.    |
| -------------------- | ----- | ------- | ------- | -------- |
| Nombre de personnes: | 2562  | 2805    | 2911    | 3249     |
| Différence:          |       | +9,48 % | +3,77 % | +11,61 % |

| Année:               | 2023. | 2024.   |
| -------------------- | ----- | ------- |
| Nombre de personnes: | 3207  | 3249    |
| Différence:          |       | +1,30 % |